# Funai
Funai Electric Co., Ltd. (船井電機株式会社 Funai Denki Kabushiki Kaisha?) este o companie japoneză de produse electronice de larg consum cu sediul în Daitō, Osaka, Japonia. Filiala Funai Corporation, Inc., cu sediul în Torrance, California, comercializează produse Funai din SUA împreună cu mărci licențiate de Funai, printre care Magnavox, Emerson Radio și Sanyo.
Funai este principalul furnizor de electronice pentru magazinele Walmart și Sam's Club. Funai este producătorul OEM care oferă televizoare asamblate și video players/recorders pentru marile corporații precum Sharp, Toshiba, Denon și altele. Funai fabrică de asemenea imprimante pentru Dell și Lexmark și produce imprimante sub numele Kodak.

## Istorie
Funai a fost fondată de Tetsuro Funai, fiul unui producător de mașini de cusut. În anii 1950 înainte de înființarea companiei, Funai a produs mașini de cusut și a fost unul dintre primii producători japonezi care au intrat pe piața retail din Statele Unite.
În 1980, Funai a lansat o filială de vânzări și producție în Germania.În același an Funai a dezvoltat și formatul Compact Video Cassette (CVC) în colaborare cu Technicolor, încercând să concureze cu VHS și Betamax.Vânzările au fost slabe din cauza războiului continuu dintre  VHS și Beta, iar formatul CVC a fost abandonat câțiva ani mai târziu.
Funai a început să vadă creșterea vânzărilor formatului VHS, așa că în 1984, Funai a lansat primul său casetofon VHS (VP-1000) pentru piața mondială. Până la sfârșitul anilor'80, Funai a devenit cel mai mare producător de înregistratoare de casete video VHS mono din Japonia.

## Legături externe
- Official website ja
- Official website en
- Funai Corporation USA Arhivat în 17 martie 2007, la Wayback Machine.